# Alberto Magliozzi
Alberto Magliozzi (Nettuno, 17 settembre 1949) è un fotografo italiano di glamour.
Prediligendo il bianco e nero al colore, ha fotografato nella sua attività trentennale donne famose italiane ed internazionali creando anche qualche scandalo. Suoi servizi sono apparsi su diverse riviste specializzate del settore, fra cui i magazine di nudo femminile Playboy e Penthouse.

## Biografia

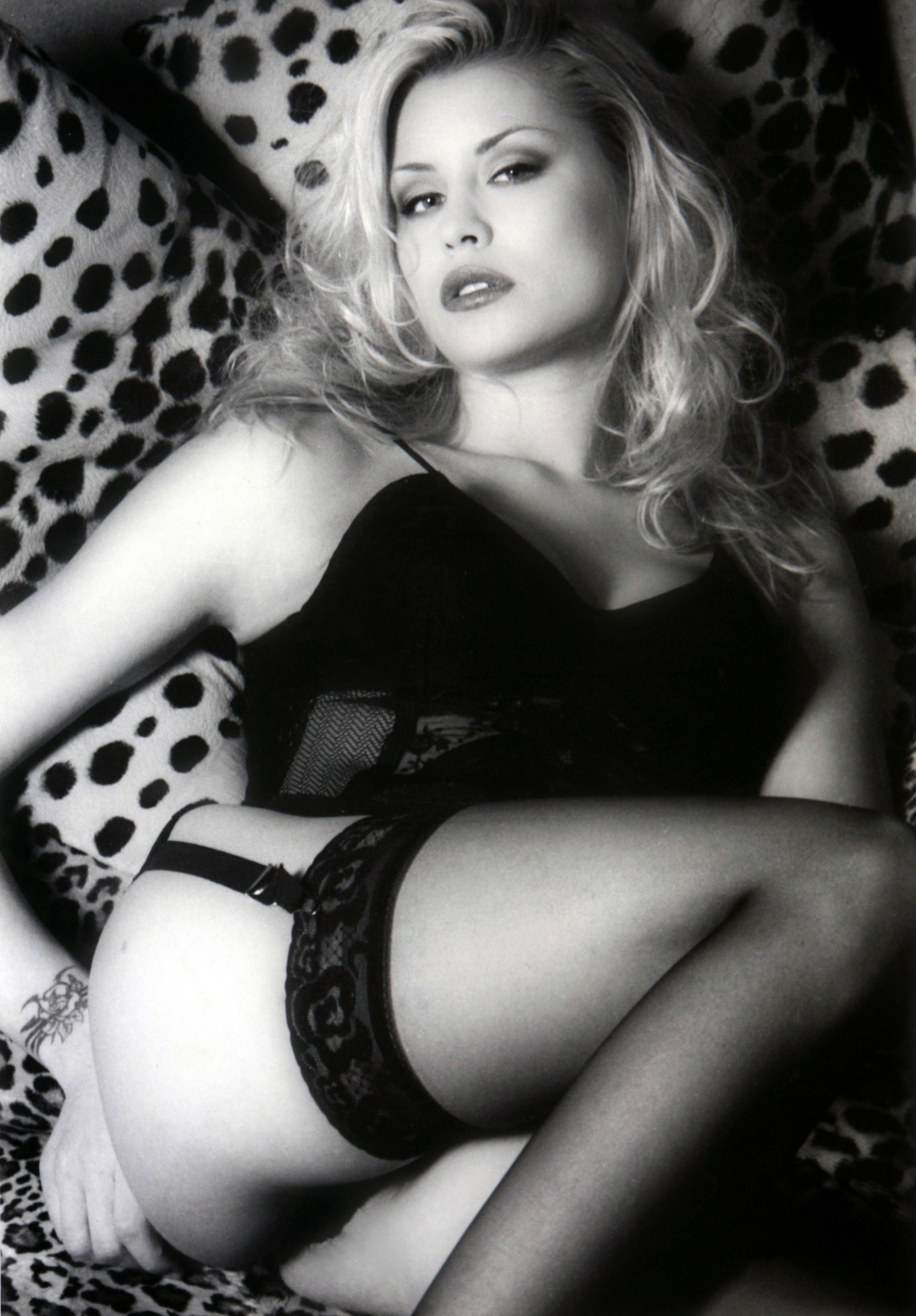
Elenoire Casalegno, 1997. Penthouse Italia di novembre 1997 dedicò la copertina a questa foto di Magliozzi

Nasce a Nettuno nel 1949, primo di tre fratelli, da Gastone e Vittoria Liberati. Deciso a voler fare il batterista, nel 1967 forma una band e nel 1969 incontra il chitarrista Peter Van Wood che gli propone di fare una Tournée con Renato Rascel. La prima tappa è l'Isola d'Elba per una serata che proponeva musica e moda con la sfilata dello stilista Emilio Schuberth. Magliozzi, che aveva sempre con sé una Leica M3, decide di fotografare le modelle ed è proprio Schuberth a chiedergli di visionare gli scatti. Dopo alcune settimane i due si incontrarono a Roma, e lo stilista gli suggerisce di dedicarsi di più alla fotografia. Magliozzi segue il consiglio, abbandonando il mondo della musica e trasferendosi a Milano per seguire corsi di fotografia professionale e collaborando fino al 1990 anche con il ritrattista Francesco Escalar.
Fra moda e glamour Magliozzi farà anche cataloghi cartacei per importanti committenti, come Luxottica (1990), Sting, Gruppo De Rigo e Diva della BrillArte, con Manuela Arcuri come testimonial. Fotografa anche abiti da sposa in un catalogo intitolato Dettagli Sposa per la Schwarzkopf della Henkel, da cui trarrà anche un libro fotografico. Ma sarà, il glamour, il suo vero interesse in ambito fotografico, tanto che nella sua carriera "sveste" donne italiane e straniere, modelle, donne famose ma anche donne di ogni giorno. Le categorie fotografate dal fotografo romano sono state soprattutto modelle, attrici e show girl. Servizi esclusivi sono stati realizzati con Veronika Zemanová, Manuela Arcuri, Éva Henger, Anna Nicole Smith, Adriana Sklenaříková Karembeu, Natacha Amal, Fernanda Lima, Tyra Banks, Jane Alexander, Elenoire Casalegno, Simona Borioni, Tosca D'Aquino, Miriana Trevisan, Alessia Merz, Antonella Salvucci, Manila Nazzaro, Francesca Rettondini, Metis Di Meo, Marit Nissen, Arianna David, Milena Miconi, Maddalena Ferrara, Chiara Conti, Roberta Mancino, Stefania Orlando, Sarah Cosmi, Dajana Roncione, Caterina Balivo, Ramona Cheorleu, Chiara Giallonardo, Victoria Laufer e Barbara Bernardi (Miss Italia nel mondo 1991), Veronica Maya, Giorgia Würth, Karin Proia, Eleonora Benfatto.
Oltre a servizi apparsi su Playboy e Penthouse, servizi di Magliozzi sono apparsi su diverse altre riviste di moda e glamour come Marie Claire, TU Style, Maxim. Boss Magazine dedica ai lavori di Magliozzi diverse copertine con relativi servizi interni come nel caso di Elenoire Casalegno (marzo 1997), Alessia Merz (aprile 1997), Manuela Arcuri (aprile 1999), Manila Nazzaro (marzo 2001) e ancora Alessia Merz (giugno 2001).
Magliozzi ha guidato come presidente la giuria esaminatrice del concorso fotografico Comunicare con immagini: la fotografia, svoltosi a Trieste.

## Impegno sociale e scandali

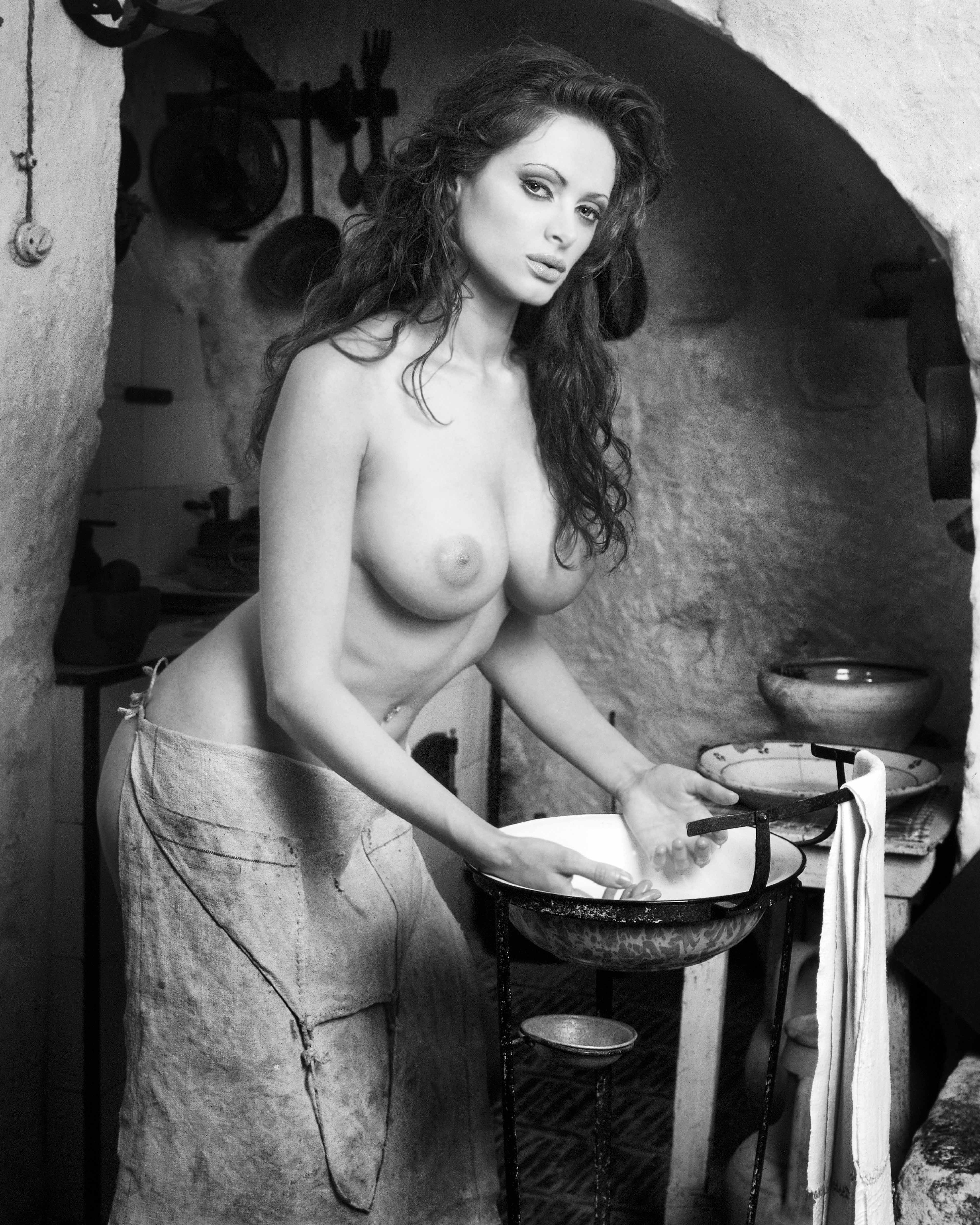
Francesca Tritto, 2003, una delle modelle del calendario Madonne

Il glamour concepito da Magliozzi è da sempre soft. Volti e corpi femminili anche per lavori apparentemente inconcilianti con i suoi temi fotografici, perfino "installazioni" temporanee viventi, in location "naturali" disparate, ma quasi mai precostruite ed artificiose. 
Nel 2015, per esempio, realizza un reportage sui vini più famosi delle cantine sarde. Ma Magliozzi è convinto che si può usare il glamour come pretesto per affrontare temi sociali.
Nel 2003 è la volta del calendario Madonne, realizzato nelle chiese sconsacrate dei Sassi di Matera da modelle e giovani ragazze del luogo fotografate seminude e affrontando il tema religioso della Madonna. Il calendario (stampato in 40 000 copie) costò a Magliozzi una "scomunica" dal Vescovo di Matera. La notizia venne ripresa da diversi media di Europa e degli Stati Uniti.
Nel 2009 è la volta del sexy calendario Weapon of Mass Distraction in cui fotografa l'italiana Alessandra Bosco, moglie di un sergente della base aerea statunitense di Katterbach Kaserne in Germania. Magliozzi si affida alla giovane signora semivestita mentre posa vicino a veicoli militari. Il servizio fotografico attira l'attenzione dei media, tanto che ad occuparsene è la rivista Stars and Stripes.
Con il suo libro fotografico Ritratti di vita, ristampato nel tempo da tre diversi editori, dedica sezioni diverse alla droga, alla violenza e alla pace con una quarta sezione in cui le modelle simulano il "sogno di aspettative migliori".

## Libri fotografici
- Alberto Magliozzi, L'accezione erotica, Roma, Polaris Group, 1995.
- Alberto Magliozzi, Ritratti di vita, prima edizione, Napoli, Eman multimedial, 2007, ISBN 978-88-95509-00-6.
- Alberto Magliozzi, Ritratti di vita, seconda edizione, Girifalco, Società Editrice Montecovello, 2011, ISBN 978-88-97425-08-3.
- Alberto Magliozzi, Ritratti di vita, terza edizione, Milano, Russano Editore, 2011, ISBN 978-88-6281-329-7.
- Alberto Magliozzi, l'Arte, il Vino, i Sensi..., Padova, Altromondo Editore, 2009, ISBN 978-88-6281-329-7.

## I Calendari
- 1997: Éva Henger
- 2002: Stefania Orlando[17]
- 2003: Madonne
- 2003: Manuela Arcuri
- 2004: Manuela Arcuri
- 2004: Miriana Trevisan[18]
- 2005: Iridi di pace sull'oceano della vita
- 2005: Lyudmyla Derkach[19]
- 2006: Terra Bruna, con Maddalena Ferrara
- 2007: Carolina Rivelli[20]
- 2007: Sabrina Ghio[20]
- 2009: Weapon of Mass Distraction[21]

## Mostre
- 2001, personale, Amburgo
- 2002, personale, Praga
- 2004, personale, Budapest
- 2005, personale, Firenze (Sala Gigli di Palazzo Panciatichi)
- 2005, personale, Torino (Libreria Lattes)
- 2006, collettiva, Amsterdam
- 2007, personale, Milano (Libreria Hoepli)
- 2010, personale, Firenze (Libreria Feltrinelli)
- 2010, personale, Firenze (Sala del Gonfalone di Palazzo Panciatichi)
- 2014, collettiva, Melbourne
- 2016, Reactive in the Mirror, collettiva, Berlino[22]

## Galleria d'immagini

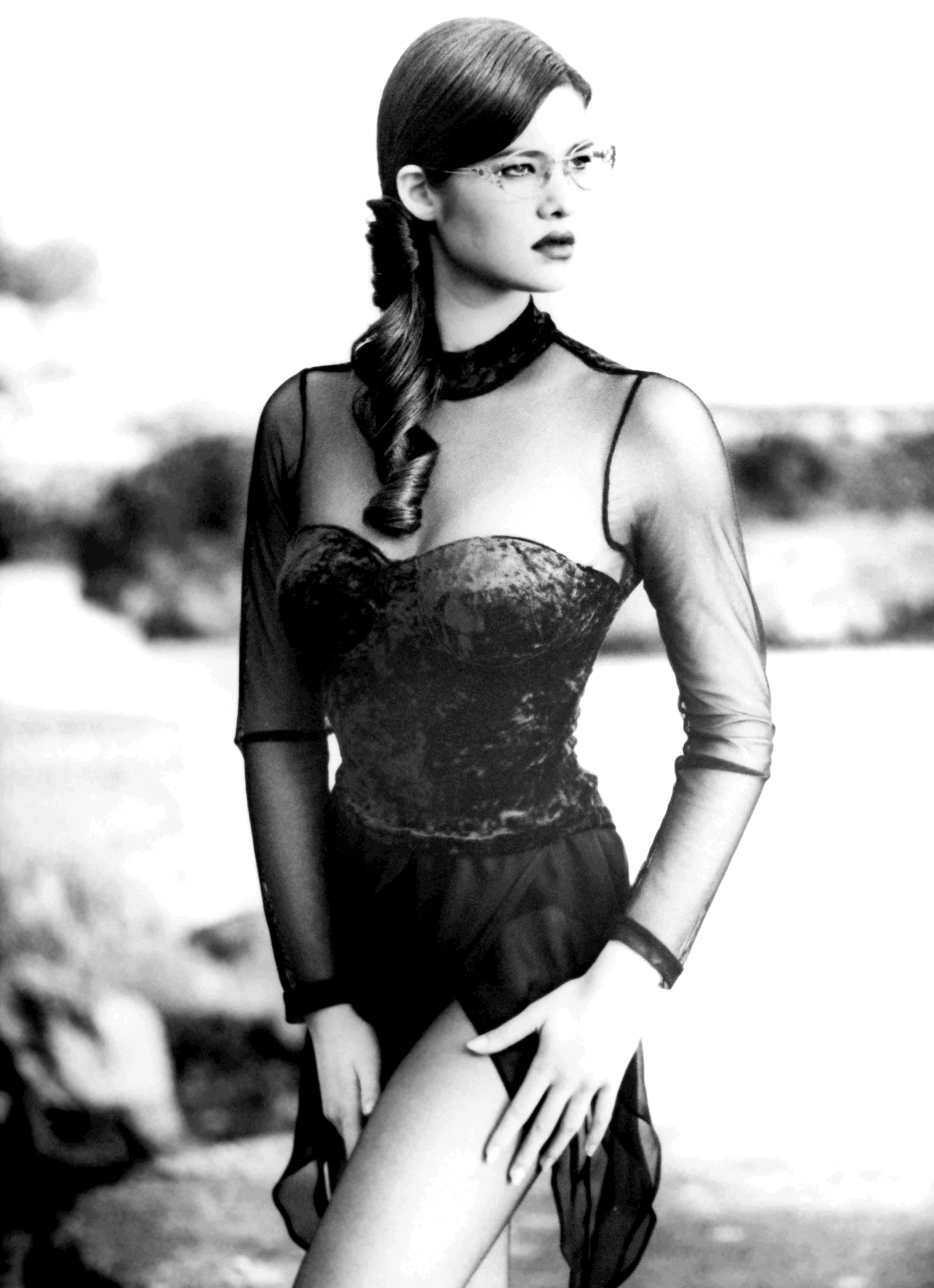
Manuela Arcuri (1995)
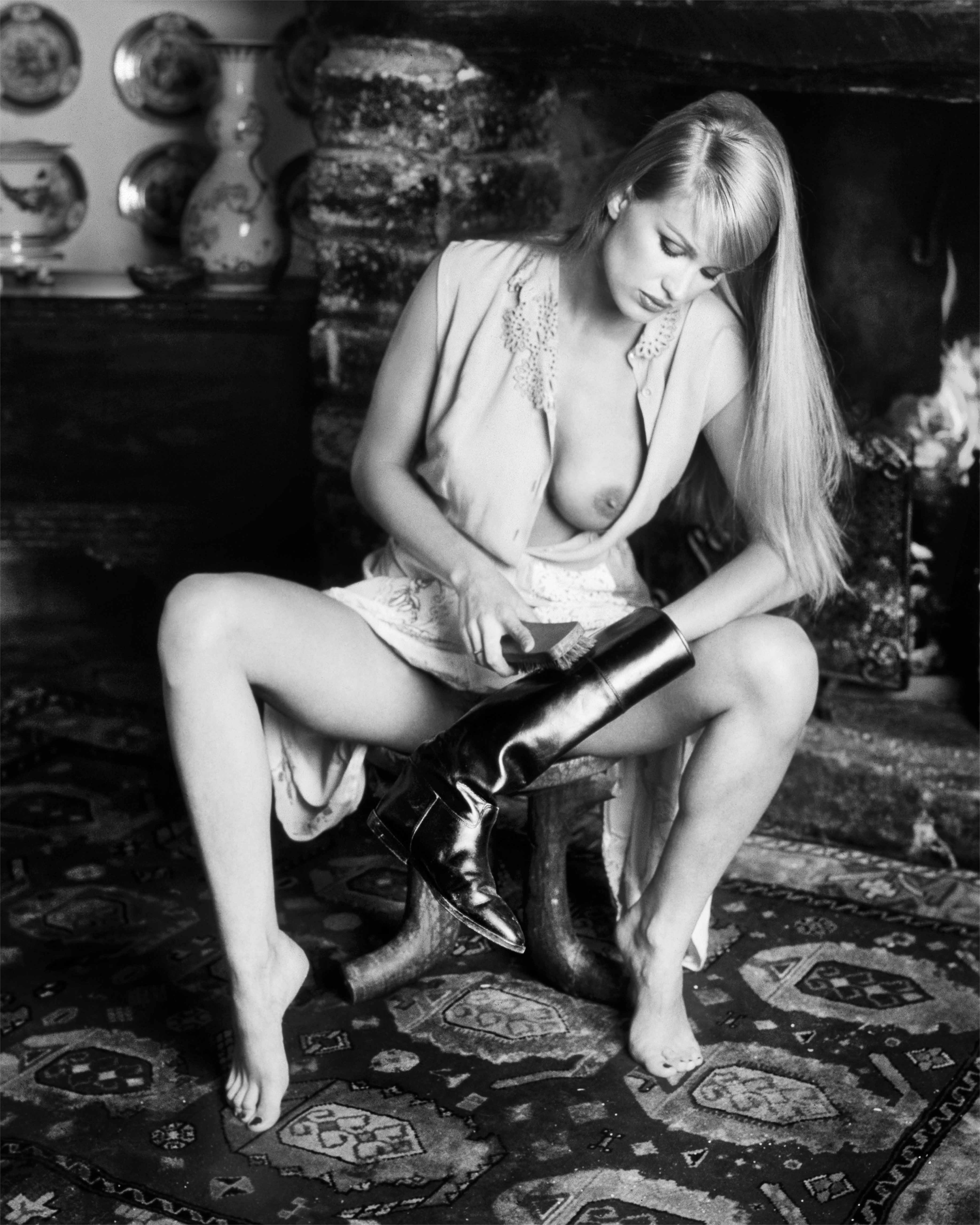
Éva Henger (1997)
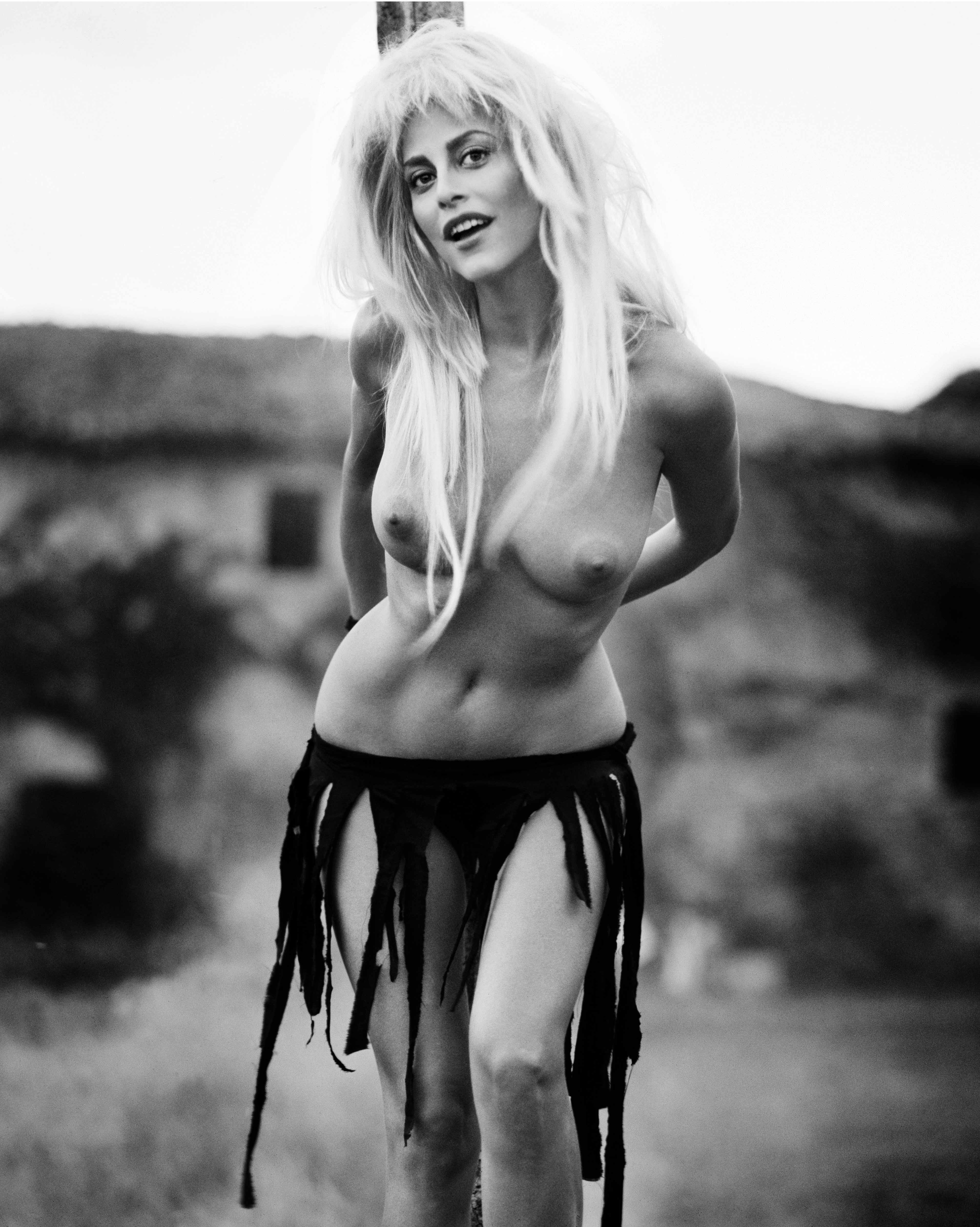
Stefania Orlando (2001)
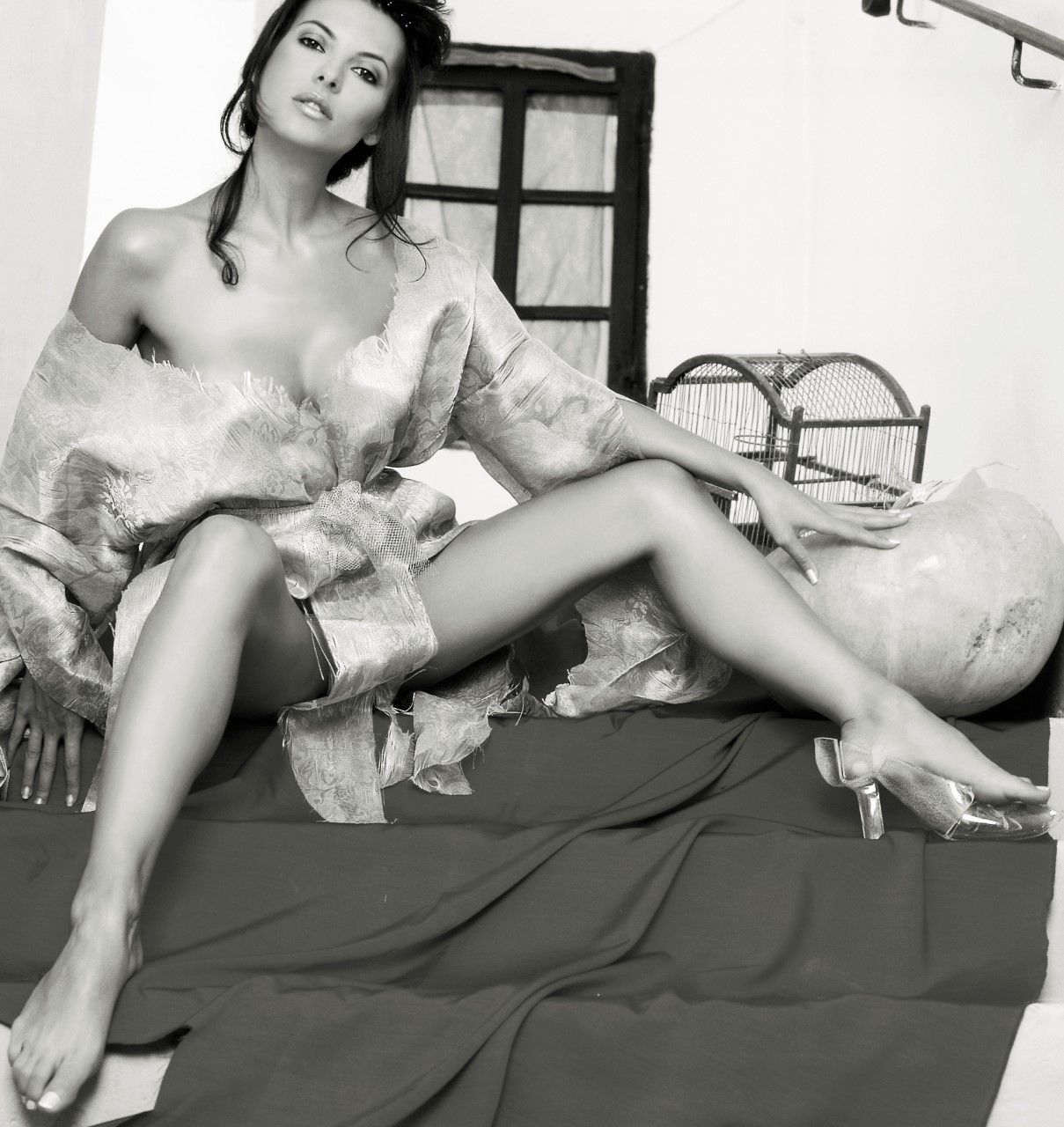
Miriana Trevisan (2004)
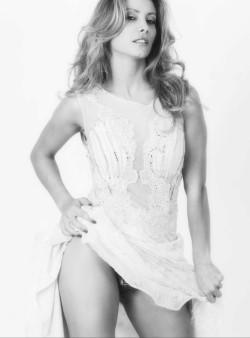
Antonella Salvucci (2016)
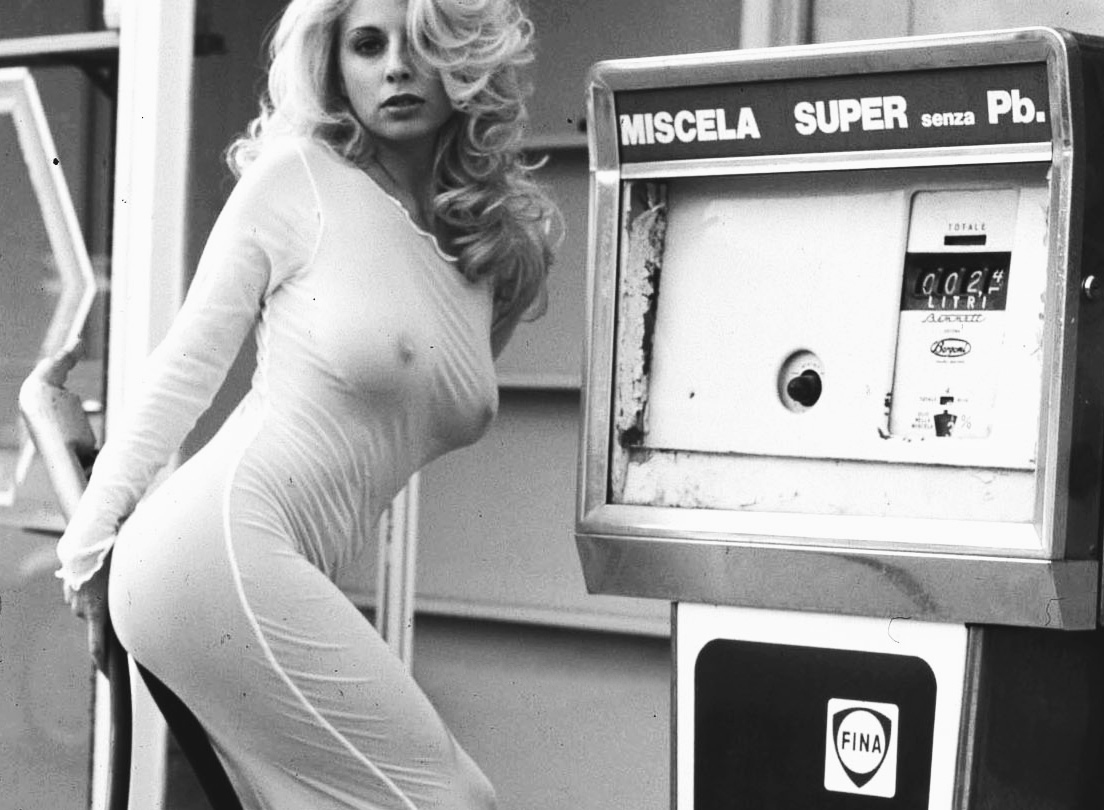
Sara Cosmi (1997)